# PKP Cargo International
PKP Cargo International (do października 2019 Advanced World Transport a.s. (AWT), wcześniej OKD Doprava, akciová společnost) – czeskie przedsiębiorstwo logistyczne i transportowe, przewoźnik kolejowy i drogowy. Trzeci pod względem wielkości kolejowy przewoźnik towarowy w Czechach. Od 2014 roku własność spółki PKP Cargo.
Do 2014 roku należał w pełni do spółki Advanced World Transport BV z siedzibą w Amsterdamie. 30 grudnia 2014 właściciele AWT BV (należy w 80 procentach do Zdeňka Bakali i jego funduszu The Bakala Trust oraz w 20 procentach do czeskiej spółki Minezit SE) podpisali umowę sprzedaży 80% udziałów AWT PKP Cargo, największemu w Polsce towarowemu przewoźnikowi kolejowemu. PKP Cargo zawarło również umowę regulującą relacje wspólników z czeską spółką Minezit SE, która była w posiadaniu pozostałych 20% akcji AWT. Umowa przewidywała m.in. możliwość nabycia w przyszłości pozostałych udziałów w AWT przez PKP Cargo. Od czerwca 2015 r. do czerwca 2016 r. prezesem ostrawskiego przedsiębiorstwa był Zbigniew Klepacki.